# Lac Palluau
Pour les articles homonymes, voir Palluau (homonymie).
Le Lac Palluau est un plan d'eau douce du territoire non organisé de Lac-Ashuapmushuan, dans la municipalité régionale de comté (MRC) Le Domaine-du-Roy, au Nord-Ouest de la région administrative du Saguenay-Lac-Saint-Jean, dans la province de Québec, au Canada.
Ce lac est compris entièrement dans le canton de Buade. Le lac Palluau est situé du côté Ouest à l’extérieur de la limite de la réserve faunique Ashuapmushuan. Il est à environ à mi-chemin entre le lac Marquette (situé à l’Est) et le lac Frontenac (rivière du Milieu) (situé du côté Ouest).
La foresterie constitue la principale activité économique du secteur. Les activités récréotouristiques arrivent en second.
La route forestière R0212 (sens Est-Ouest) passe du côté Nord du lac Palluau. Elle va rejoindre vers l’Est, la route 167 reliant Chibougamau et Saint-Félicien (Québec), ainsi que le chemin de fer du Canadien National. D’autres routes forestières secondaires desservent les environs du Sud du lac.
La surface du Lac Palluau est habituellement gelée du début novembre à la mi-mai, toutefois la circulation sécuritaire sur la glace se fait généralement de la mi-novembre à la mi-avril.

## Géographie
Ce lac comporte une longueur de 7,6 km orienté vers le Nord-Ouest, une largeur maximale de 1,1 km et une altitude de 438 m. Le lac Palluau a une forme plutôt complexe comportant quatre parties séparées par des presqu’îles dont la plus longue s’étire sur 2,0 km vers le Sud, séparant ainsi la baie Nord-Est de la baie menant à l’embouchure.
L’embouchure du Lac Palluau est localisé à :
- 53,9 km au Nord-Est d’une baie du réservoir Gouin ;
- 21,9 km au Sud-Ouest de la confluence de la rivière Marquette Ouest avec la rivière Marquette ;
- 30 km au Sud de l’embouchure de la rivière Marquette (confluence avec la rivière Ashuapmushuan) ;
- 119,5 km à l’Ouest de l’embouchure de la rivière Ashuapmushuan (confluence avec le lac Saint-Jean) ;
- 161,7 km à l’Ouest de l’embouchure du lac Saint-Jean (confluence avec la rivière Saguenay) ;
- 323,7 km à l’Ouest de l’embouchure de la rivière Saguenay (confluence avec l’Estuaire du Saint-Laurent)[1].

Les principaux bassins versants voisins du Lac Palluau sont :
- côté Nord : rivière Marquette Ouest, lac Poutrincourt, rivière Normandin ;
- côté Est : rivière Marquette, lac Marquette, lac La Tombelle ;
- côté Sud : rivière du Loup Ouest (Lac-Ashuapmushuan), rivière Wabano Ouest, ruisseau Berlinguet, ruisseau du Cajeux ;
- côté Ouest : lac Frontenac (rivière du Milieu), rivière Normandin, Petit lac Buade, lac Buade (rivière Normandin), rivière Maskoskanaw.

À partir de l’embouchure du lac Palluau, le courant emprunte la rivière du Loup Ouest (Lac-Ashuapmushuan) qui coule sur 45,5 km généralement vers le Nord, puis vers l’Est, jusqu’à sa confluence avec la rivière Marquette. De là, cette dernière coule vers le Nord-Est sur 21,1 km jusqu’à sa confluence avec le lac Ashuapmushuan. Puis le courant emprunte la rivière Ashuapmushuan qui coule sur 193 km vers le Nord-Est, puis vers le Sud-Est jusqu’à sa confluence avec le lac Saint-Jean où elle se déverse sur la rive Ouest à Saint-Félicien (Québec).

## Toponymie
Le toponyme « Lac Palluau » a été officialisé le 5 décembre 1968 par la Commission de toponymie du Québec, soit à sa création.